# Piotre Artamov
Wladimir La Fite de Pellepore (1818-1870), connu sous le nom de plume de Piotre Artamov, est un homme de lettres, essayiste et traducteur russe de langue française. Il est le fils de Louis de La Fite-Pelleport, militaire français passé en Russie après le siège de Dantzig (1813).

## Œuvre
- Que faire de la Pologne ? (1861)
- Histoire d'un bouton (1862)
- La Russie historique, monumentale, et pittoresque, 1862-65
- La ménagerie littéraire, (1863)
- Histoire d'un conseiller municipal, (1866)
- Affaire Khomiakov (Le servage et la bureaucratie)
- Oblomoff : scènes de la vie russe (traduction)